# Lu Ain-Zaila
Luciene Marcelino Ernesto, conhecida como Lu Ain-Zaila, é uma pedagoga e escritora brasileira nascida em Nova Iguaçu, município da Baixada Fluminense. É uma precursora do afrofuturismo na literatura brasileira, sendo a sua obra permeada pelos temas da ficção científica e fantasia colocando em destaque os saberes ancestrais africanos em ligação com narrativas fantásticas, e temas relacionados à negritude, ancestralidade e cultura africana e afro-brasileira, criando uma ponte com as questões da contemporaneidade das existências pretas. 

## Obra
Autora de múltiplos trabalhos dentro do cyberfunk, subgênero da ficção científica que traz cenários distópicos habitados pela desigualdade social, trazendo narrativas periféricas de resistência, mas também de festividade e celebração das origens. Entre suas obras de destaque estão a Duologia Brasil 2408, composta pelos romances (In)Verdades e (R)Evolução (2016-2017). Lançados de forma independente, os romances contam a história de uma heroína negra chamada Ena, que luta contra a corrupção no Brasil do século 25. Em 2018, lança um projeto de financiamento coletivo no site Benfeitoria, o livro Sankofia: breves histórias afrofuturistas, contendo contos que vão do afrofuturismo ao sword and soul, uma variante afrocêntrica  do subgênero espada e feitiçaria, protagonizada por personagens negros. Em 2022 lançou uma campanha de financiamento coletivo de Sankofia 2.0. Ademais, a autora publicou uma série de contos em antologias e revistas literárias e também em a obra Ìségún, em 2019 (Monomito Editorial), que trata também dos temas mencionados acima.

## Formação profissional
Formada em Pedagogia pela Universidade do Estado do Rio de Janeiro (UERJ), é pesquisadora das áreas da educação e literatura, expoente do gênero afrofuturista no Brasil, voz baixadense e intelectual negra latinoamericana.